# Scarabocchi (Chiello)
Scarabocchi è il terzo album in studio del cantautore italiano Chiello, pubblicato l'11 aprile 2025.

## Descrizione
Delle speculazioni su un nuovo album in studio di Chiello cominciano con la pubblicazione del singolo Limone avvenuta nell'aprile 2024, seguito da Stanza 107 nel luglio, poi il singolo stand-alone Ho sbagliato ancora, e i singoli Amore mio, Pirati e Amici stretti pubblicati nel 2025, quest'ultimo pubblicato 3 giorni prima del disco. 
Il disco si compone di 13 canzoni, e 2 collaborazioni con gli artisti Rose Villain e Achille Lauro; a collaborare, seppur non in modo canoro, c'è anche il cantante Blanco che ha contribuito a scrivere la traccia Stupida anima. I principali produttori del disco sono Mr. Monkey, Fausto Cigarini e Tommaso Ottomano.

## Tracce
1. Insetti – 3:51 (testo: Rocco Modello – musica: Matteo "Mr. Monkey" Novi, Tommaso Ottomano, Fausto Cigarini)
2. Scintille – 2:41 (testo: Rocco Modello – musica: Mr. Monkey, Ottomano, Gregory "Greg Willen" Taurone)
3. Stupida anima – 3:13 (testo: Rocco Modello, Riccardo Fabbriconi – musica: Michele "Michelangelo" Zocca, Tommaso Ottomano)
4. Limone – 3:40 (testo: Rocco Modello, Domenico Venturo – musica: Mr. Monkey, Fausto Cigarini, Tommaso Sabatini)
5. I miei occhi erano i tuoi (con Rose Villain) – 3:57 (testo: Rocco Modello, Rosa Luini – musica: Mr. Monkey, Greg Willen, Ottomano, Cigarini)
6. Maledirò – 3:43 (testo: Rocco Modello, Domenico Venturo – musica: Mr. Monkey, Cigarini, Greg Willen, Ottomano)
7. Amici stretti – 2:09 (testo: Rocco Modello – musica: Mr. Monkey)
8. Succo d'ananas (con Achille Lauro) – 2:45 (testo: Rocco Modello, Lauro De Marinis – musica: Michelangelo, Davide Simonetta,)
9. Amore mio – 3:30 (testo: Rocco Modello, Domenico Venturo – musica: Mr. Monkey, Cigarini, Ottomano)
10. Stanza 107 – 2:17 (testo: Rocco Modello – musica: Mr. Monkey, Ottomano, Cigarini)
11. Malibù – 3:43 (testo: Rocco Modello – musica: Simone "Mace" Benussi)
12. Pirati – 3:13 (testo: Rocco Modello, Domenico Venturo – musica: Fausto Cigarini, Saverio Cigarini, Matteo Pigoni, Venturo)
13. Nessuno ti crede – 3:17 (testo: Rocco Modello, Domenico Venturo – musica: Mr. Monkey, Ottomano, F. Cigarini, S. Cigarini, Venturo)

## Classifiche
| Classifica (2025) | Posizione massima |
| ----------------- | ----------------- |
| Italia            | 17                |